# لواء آباگ
لواء آباگ (به مغولی: ᠠᠪᠠᠭ᠎ᠠ ᠬᠣᠰᠢᠭᠤ، به لاتین: Abaɣ-a qosiɣu، معادل سیریلیک:‌ Авга хошуу)(به چینی: 阿巴嘎旗، به پین‌یین: Ābāgā Qí) در جمهوری خلق چین است که در آیماق شیلین‌گول واقع شده‌است.